# Ein Colt für alle Fälle
Ein Colt für alle Fälle (Originaltitel The Fall Guy, zu dt. etwa „Sündenbock“ oder „Prügelknabe“, außerdem im wörtlichen Sinne von „Hinfalltyp“ eine abfällige Bezeichnung in der Filmindustrie für Stuntdoubles) ist eine von 1981 bis 1986 für den US-TV-Sender ABC produzierte und in Deutschland erstmals 1983 im ZDF ausgestrahlte US-amerikanische Fernsehserie.
Im Mittelpunkt der Serie stehen die Hollywood-Stuntleute Colt Seavers (Lee Majors), Howie Munson (Douglas Barr) und Jody Banks (Heather Thomas), die nebenbei als Kopfgeldjäger an der Aufklärung von Kriminalfällen beteiligt sind.

## Handlung
Colt Seavers lebt in Los Angeles und ist hauptberuflich Stuntman. Da er von dieser Tätigkeit nicht ausschließlich leben kann, arbeitet er nebenbei als Kopfgeldjäger für ein Unternehmen, das Kautionen für Angeklagte stellt, und fängt gegen Prämie diese wieder ein, sollten sie nicht zu ihren Gerichtsterminen erscheinen. Unterstützt wird er dabei von seinem Cousin, dem tollpatschigen Schönling Howie Munson, genannt „Kid“ bzw. „Kleiner“ (obwohl Munson bzw. dessen Darsteller Douglas Barr körperlich größer als Seavers bzw. Lee Majors war), und seiner Assistentin Jody Banks, einer blonden kalifornischen Schönheit. Munson und Banks arbeiten ebenfalls als Nachwuchs-Stuntleute, lernen aber noch. Die meisten Aufträge erhalten die drei von den Kautionshelferinnen Samantha und Terri.
Frühe Folgen begannen oft mit inszenierten Stunts für fiktive Filmproduktionen. Dann erhielten Colt und seine beiden Helfer einen Auftrag, einen Flüchtigen einzufangen, was den Hauptteil der jeweiligen Folge bildete. Am Ende traf man sich meist in Colts Bungalow, wobei dieser häufig in seiner Badewanne saß und von den anderen gestört wurde.

## Synchronisation
Die deutsche Synchronisation für die TV-Fassung entstand nach einem Dialogbuch von Andreas Pollak unter Dialogregie von Thomas Danneberg im Auftrag der Arena Synchron in Berlin. Die deutsche Synchronisation für die DVD-Fassung entstand nach einem Synchronbuch von Lutz Riedel und Marianne Groß unter Riedels Dialogregie im Auftrag der Interopa Film in Berlin.
2021 ließ Sky One die 13 fehlenden Folgen der 3. bis 5. Staffel synchronisieren. Da die meisten Sprecher der Hauptdarsteller mittlerweile verstorben oder im Ruhestand waren, mussten neue Sprecher besetzt werden.
| Rollenname          | Schauspieler   | Synchronsprecher                                            | Synchronsprecher      | Synchronsprecher       | Hauptrolle (Staffel) | Nebenrolle (Staffel) |
| Rollenname          | Schauspieler   | Staffel 1–5 TV (ZDF)                                        | Staffel 1–2 DVD       | Staffel 3–5 Sky (2021) | Hauptrolle (Staffel) | Nebenrolle (Staffel) |
| ------------------- | -------------- | ----------------------------------------------------------- | --------------------- | ---------------------- | -------------------- | -------------------- |
| Colt Seavers        | Lee Majors     | Hans-Werner Bussinger                                       | Hans-Werner Bussinger | Erich Räuker           | 1–5                  |                      |
| Howie Munson        | Douglas Barr   | Thomas Danneberg                                            | Thomas Danneberg      | Bernd Egger            | 1–5                  |                      |
| Jody Banks          | Heather Thomas | Susanna Bonasewicz (Staffel 1–4) Maud Ackermann (Staffel 5) | Susanna Bonasewicz    | Maud Ackermann         | 1–5                  |                      |
| Samantha „Big“ Jack | Jo Ann Pflug   | Barbara Adolph                                              | Katja Nottke          | kein Auftritt          |                      | 1                    |
| Terri Michaels      | Markie Post    | Traudel Haas                                                | Traudel Haas          | Victoria Sturm         |                      | 2–4                  |
| Pearl Sperling      | Nedra Volz     | Tilly Lauenstein                                            | kein Auftritt         | Sonja Deutsch          |                      | 5                    |
| Edmund Trench       | Robert Donner  | Wolfgang Spier                                              | kein Auftritt         | Rainer Doering         |                      | 5                    |
| Regisseur           | William Bryant | Heinz Petruo Jochen Schröder                                | Andreas Thieck        | Kein Auftritt          |                      | 1–2                  |
| Kay Faulkner        | Judith Chapman | Cornelia Meinhardt Karin Buchholz                           | Arianne Borbach       | Kein Auftritt          |                      | 1–2                  |

## Produktion

### Entstehung
Zum Ursprung äußerten sich Produzent und Hauptdarsteller mehrfach: Majors arbeitete in seiner Anfangszeit beim Film u. a. auch selbst als Stuntman und verbrachte Teile seiner Freizeit mit Stuntleuten. Daraus entstand in Zusammenarbeit mit Larson die Idee zur Serie, mit welcher Majors davon „loskommen“ wollte, stets nur als Der Sechs-Millionen-Dollar-Mann angesehen zu werden.

### Vorspann
Der Vorspann wird von Stuntszenen bestimmt, die scheinbar den Helden der Serie bei seiner Arbeit zeigen. Außerdem wurden einzelne Einstellungen aus spektakulären Stunts damaliger Filme eingeschnitten, quasi als Zitate auf den Beruf oder auch als Andeutung, dass Colt Seavers diese gemacht haben könnte:
- Trans-Amerika-Express: Sprung vom Zugdach auf ein Zugsignal, Figur: George Caldwell
- Kesse Mary – Irrer Larry: Ein Auto fährt in den Waggon eines fahrenden Güterzugs, Figur: Larry
- Auf der Fährte des Adlers: Ein Mann hängt an einem fliegenden Hubschrauber, Figur: Jim McCabe
- Die Höllenfahrt der Poseidon: Ein Mann fällt in ein Glasdach
- Zwei Banditen: Sprung zweier Männer von einer Klippe in den Fluss, Figuren: Butch Cassidy und Sundance Kid
- Du sollst mein Glücksstern sein: Ein Doppeldecker fährt ungebremst in einen Heuschuppen, Figur: Don Lockwood

### Titelmusik
Das Titellied The Unknown Stuntman wurde von Lee Majors selbst gesungen. Es wurde von Glen A. Larson, Gail Jensen und David Sommerville komponiert und erreichte in den deutschen Charts Platz 11. Majors singt das Lied in der Folge „Plattenpiraten“ („The Pirates of Nashville“, Staffel 3, Episode 9).
Volker Lechtenbrink nahm eine deutsche Version des Liedes namens Der Stuntman auf. Eine weitere deutsche Version trägt den Titel Ein unbekannter Stuntman und wird von Tom Astor gesungen.

### Colt Seavers’ Autos
Bei dem Pick-up von Colt Seavers handelt es sich um einen GMC Sierra Grande der Baujahre 1980 bis 1984. GMC verpflichtete sich vertraglich, identische Fahrzeuge für die Stunts zu liefern. Während der Aufnahmen gingen vor allem bei den Sprungszenen so viele Pick-ups zu Bruch, dass GMC ab der zweiten Staffel drei modifizierte Autos zur Verfügung stellte. Bei diesen wurden Rahmen und Fahrwerk verstärkt und der Motor nach hinten, unter die Fahrerkabine versetzt. Dadurch neigte sich der Wagen bei Sprüngen nicht so stark nach vorne und es gab weniger Schäden.
Lee Majors spielt in einem Werbespot für den 2007er Honda CR-V mit, der an die Titelsequenz der Serie angelehnt ist. Majors sieht bei einer Fahrt mit dem Honda davon ab, die früheren Stunts zu wiederholen, und fährt lieber gemütlich nach Hause. Als Musik ist eine Version des Titelliedes The Unknown Stuntman von Smokestack Lightnin’ zu hören.

### Tricks und Stunts
Wie auch schon im Vorspann Sequenzen aus anderen Filmen verwendet wurden, verwendete man Filmszenen in einigen Episoden wieder: so wurde in der Episode Fallensteller der dritten Staffel die zentrale Verfolgungsjagd aus dem Film The Driver von 1978 neu zusammengeschnitten und als Hauptteil der Folge verwendet, in der Episode Das Geisterflugzeug der zweiten Staffel die Flugzeug- und Helikopter-Szenen aus Unternehmen Capricorn.
In allen Staffeln wurde außerdem mit Zeitraffereffekten gearbeitet, um höhere Geschwindigkeiten bei Verfolgungsjagden zu simulieren. Lee Majors ließ sich vom US-amerikanischen Stuntman Vince Deadrick senior (1932–2017) doublen, der bereits in der Fernsehserie Der Sechs-Millionen-Dollar-Mann als Stunt-Double für Majors tätig war.

## Auszeichnungen
Die Serie wurde im Jahr 1985 mit dem Stuntman Award ausgezeichnet.

## Deutsche Veröffentlichung
Die deutschsprachige Erstausstrahlung startete am 8. März 1983 mit dem Pilotfilm Die Reise nach Arizona als Doppelfolge in Spielfilmlänge im ZDF.
Anschließend liefen bis Ende 1989 in loser Reihe die weiteren (ausgesuchten) Folgen auf einem Sendeplatz am Montagvorabend. Danach strahlten verschiedene Privatsender (ProSieben, Kabel Eins, Vox, …) die Serie aus.
Vom 5. November 2007 bis zum 5. Dezember 2007 wurde die erste Staffel der Serie neu synchronisiert und anschließend auf dem Sender Das Vierte gezeigt. Auch drei Episoden, die in Deutschland noch nie gezeigt worden waren, wurden erstmals ausgestrahlt.
Seit dem 14. Januar 2008 ist die erste Staffel der Serie auf DVD erhältlich. Sie wurde dafür neu synchronisiert, auch wurden die Filmnegative gereinigt, repariert und neu abgetastet. Außerdem wurden insgesamt acht Musikstücke inkl. der Erwähnung als Gaststar bzw. der Abspannhinweise zur Musik aus den Episoden der ersten Staffel entfernt und durch Werke anderer Künstler ersetzt, in der Pilotfolge wurde auch eine Szene mit Paul Williams unkenntlich gemacht. Seit dem 28. November 2008 gibt es auch die zweite Staffel auf DVD.
Die bisher nie gezeigten Folgen der 3. bis 5. Staffel (außer Episode 103 „Trial By Fire“) wurden im Juli und August 2021 von Sky One gesendet. Außerdem wurden diese neu synchronisiert.

## Trivia
- Da die Serie faktisch hinter den Kulissen Hollywoods spielt, wirkten innerhalb der Episoden auch etliche namhafte Gaststars mit wie Robert Wagner, James Coburn, Richard Burton oder Linda Evans. Daneben traten auch noch andere Stars mit einer „Majors-Vergangenheit“ auf:
  - Im Pilotfilm Die Reise nach Arizona absolviert Majors’ damalige Noch-Ehefrau Farrah Fawcett einen Cameo-Auftritt. Fawcett, welche damals von Majors in Trennung lebte, aber noch nicht geschieden war, wollte damit ausdrücken, dass beide im Guten auseinandergingen.
  - In vier Episoden war zudem Peter Breck zu sehen. Breck und Majors waren lange Jahre befreundet und standen zuvor sowohl in der Serie Big Valley gemeinsam vor der Kamera als auch in  Einzelepisoden anderer Serien (u. a. in Der Sechs-Millionen-Dollar-Mann).
  - In der ersten Episode der dritten Staffel kommt es zum Wiedersehen Majors mit Lindsay Wagner. Wagner verkörperte in Der Sechs-Millionen-Dollar-Mann die Jugendliebe des von Majors verkörperten Steve Austin und bekam später mit Die Sieben-Millionen-Dollar-Frau ihr eigenes Spinoff.
  - In der achten Episode der dritten Staffel kommt es dann zum Wiedersehen mit Richard Anderson, der bei Der Sechs-Millionen-Dollar-Mann Majors Co-Hauptstar und Steve Austins Vorgesetzten Oscar Goldman verkörperte.
  - In einer Episode der fünften Staffel lernt Colt Seavers seinen unehelichen Sohn kennen. Gespielt wird dieser von Majors leiblichem Sohn, Lee Majors jr., welcher ebenfalls als Schauspieler tätig ist.
  - Mit Auftritten in sechs unterschiedlichen Folgen (und sechs unterschiedlichen Charakteren) zählt Terry Kiser zu den wandelbarsten Gaststars der Serie. Er spielte auch in den Filmen Starflight One – Irrflug ins Weltall und Sechs Männer aus Stahl an Majors Seite.
- Nicht nur Filmstars, sondern auch Größen der Musikszene wie Paul Anka, Paul Williams, Ray Stevens, die Four Tops, die Temptations oder Sha Na Na waren innerhalb der Reihe zu sehen. Eine besondere Rolle nahm dabei der Western-Star und „König der Cowboys“, Roy Rogers, ein, welcher sich in zwei Episoden selbst verkörperte. Bei den früheren TV-Ausstrahlungen zeigte man vor der Episodenhandlung eine Videocollage früherer Spielszenen Rogers, welche mit „Roy Rogers“ von Elton John musikalisch unterlegt waren. Für die spätere DVD-Version ersetzte man diese und auch andere Gesangseinlagen Rogers aus lizenzrechtlichen Gründen durch Instrumentalstücke.
- Die erste Episode der vierten Staffel, Das Millionenfieber, wird für Ausstrahlungen im US-amerikanischen Fernsehen als Zweiteiler gesendet, was durch entsprechende Schnittdramaturgie sowie ein umfangreiches Intro der eigentlich nur unwesentlich längeren Normal-Episode erreicht wird. In Deutschland ist Millionenfieber lediglich eine normale (auf die eigentliche Handlung heruntergekürzte) Serienepisode.
- Die zweite Episode der dritten Staffel,  Der Schlüssel, ist recht ungewöhnlich: es handelt sich dabei eigentlich um einen Zweiteiler, welcher auf zwei verschiedene Serien aufgeteilt ist. Während die erste Folge faktisch die Serien-Episode darstellt, spielt der zweite Teil innerhalb der kurzlebigen Krankenhaus-Serie Trauma Center. Der Schauspiel-Cast von Trauma Center (u. a. Lou Ferrigno) tritt auch in Der Schlüssel auf und kümmert sich im weiteren Verlauf „ihrer“ Episode um den Zustand des bei einem Stunt schwerverletzten Howie Munson. Für die deutsche Fassung wurde Der Schlüssel so geschnitten, dass eine runde abgeschlossene Handlung entsteht ohne Querverweis auf die nachfolgende Trauma Center-Episode.

## Filmadaption
The Fall Guy ist eine US-amerikanische Actionkomödie von Regisseur David Leitch, die am 30. April 2024 in die deutschen und am 3. Mai 2024 in die US-amerikanischen Kinos kam. Es handelt sich um eine Filmadaption der Fernsehserie aus den 1980er-Jahren, in der Ryan Gosling die Rolle des Colt Seavers übernimmt, der hier allerdings nicht als Kopfgeldjäger tätig ist.